# Haute-Souabe
La Haute-Souabe (en allemand Oberschwaben ou Schwäbisches Oberland) est une région historique d'Allemagne, située dans les Länder du Bade-Wurtemberg et de Bavière. Le nom fait référence à la zone comprise entre le Jura souabe, le lac de Constance et le Lech. 
Au Moyen-Âge, cette région faisait partie intégrante du duché de Souabe au sein de la Francie orientale. Après l'extinction de la maison de Hohenstaufen et l'effondrement des pays souabes, des grands domaines appartenaient à l'Autriche antérieure, l'un des territoires héréditaires des Habsbourg.

## Géographie

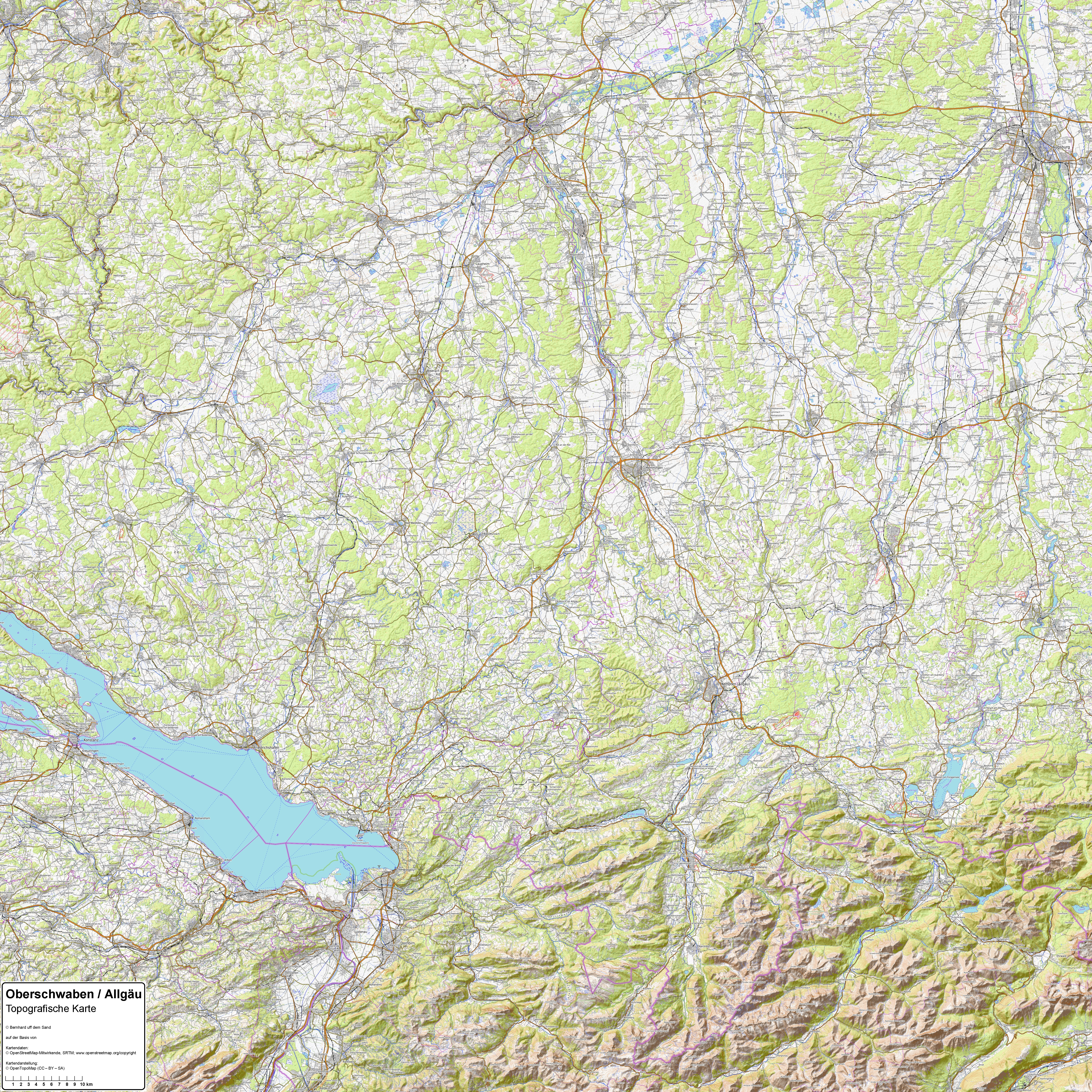
Carte topographique.

La région de Haute-Souabe est située dans le centre-sud de l'Allemagne, au sud-est du Bade-Wurtemberg et dans le sud-ouest de la Bavière (Souabe bavaroise).
Elle se trouve sur un plateau dit du « Danube-Iller-Lech », également connu sous le nom de plateau souabe supérieur, ainsi que sur les grandes régions naturelles voisines. La frontière orientale de la Haute-Souabe est le Lech, au nord-ouest le Jura souabe est la frontière. Au sud, la région s'étend jusqu'aux Alpes d'Allgäu.

### Parties de Haute-Souabe
La Haute Souabe est généralement divisée en quatre domaines différents. Les limites sont fluides. Certaines zones sont attribuées à deux régions. Dans certains textes, la Souabe centrale et la Souabe orientale sont assimilées. Comme l'Allgäu a une bonne réputation dans le tourisme, la frontière s'est déplacée vers le nord au cours des dernières décennies.
- La Souabe de l'Ouest (Westschwaben) : la région située à l'ouest de l'Iller, au nord de l'Allgäu et au sud de la Souabe Jura.
- La Souabe centrale (Mittelschwaben) : au nord de l'Allgäu.
- La Souabe de l'Est (Ostschwaben) : la Souabe bavaroise au nord-ouest et à l'ouest de la Souabe centrale.
- L'Allgäu : la partie méridionale de la Haute-Souabe[2] au sud du plateau souabe supérieur.

## Villes

Panneau de signalisation de la Route baroque de Haute-Souabe.

### Anciennes villes libres d'Empire
La Haute-Souabe est une région des anciennes villes libres impériales et princières :
Augsbourg, Bad Buchau, Biberach an der Riß, Donauwörth, Buchhorn (aujourd'hui partie de Friedrichshafen), Constance, Isny, Kaufbeuren, Kempten, Leutkirch, Lindau, Pfullendorf, Memmingen, Ravensbourg, Überlingen, Ulm, Wangen.

### Autres villes
Aulendorf, Bad Saulgau, Bad Schussenried, Bad Waldsee, Bad Wurzach, Dietenheim, Ehingen, Erbach, Illertissen, Immenstadt, Krumbach, Laupheim, Mindelheim, Neu-Ulm, Ochsenhausen, Riedlingen, Scheer, Sigmaringen, Tettnang, Vöhringen, Weingarten, Weißenhorn.

Villes de la Haute-Souabe
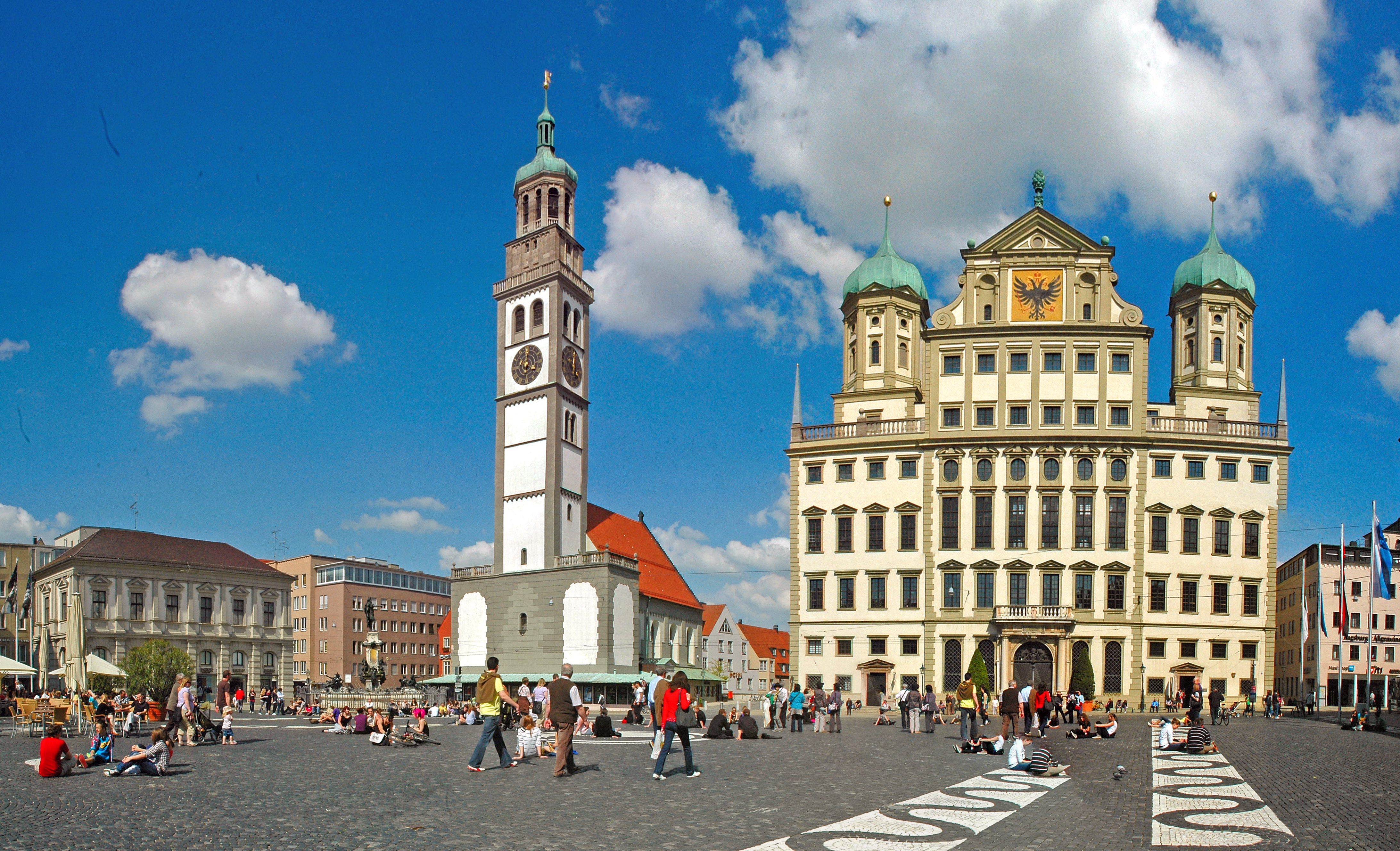
Augsbourg.
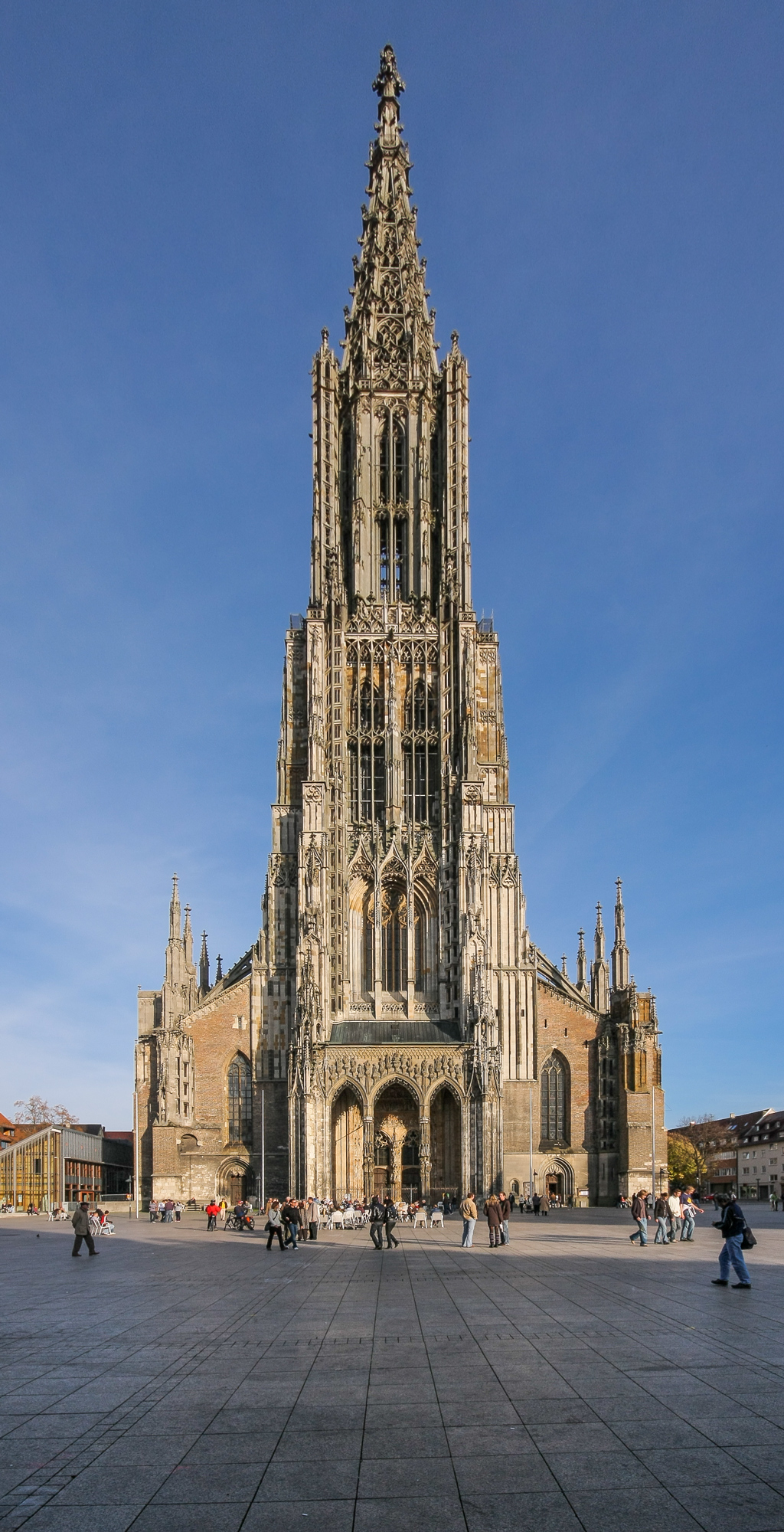
Ulm.
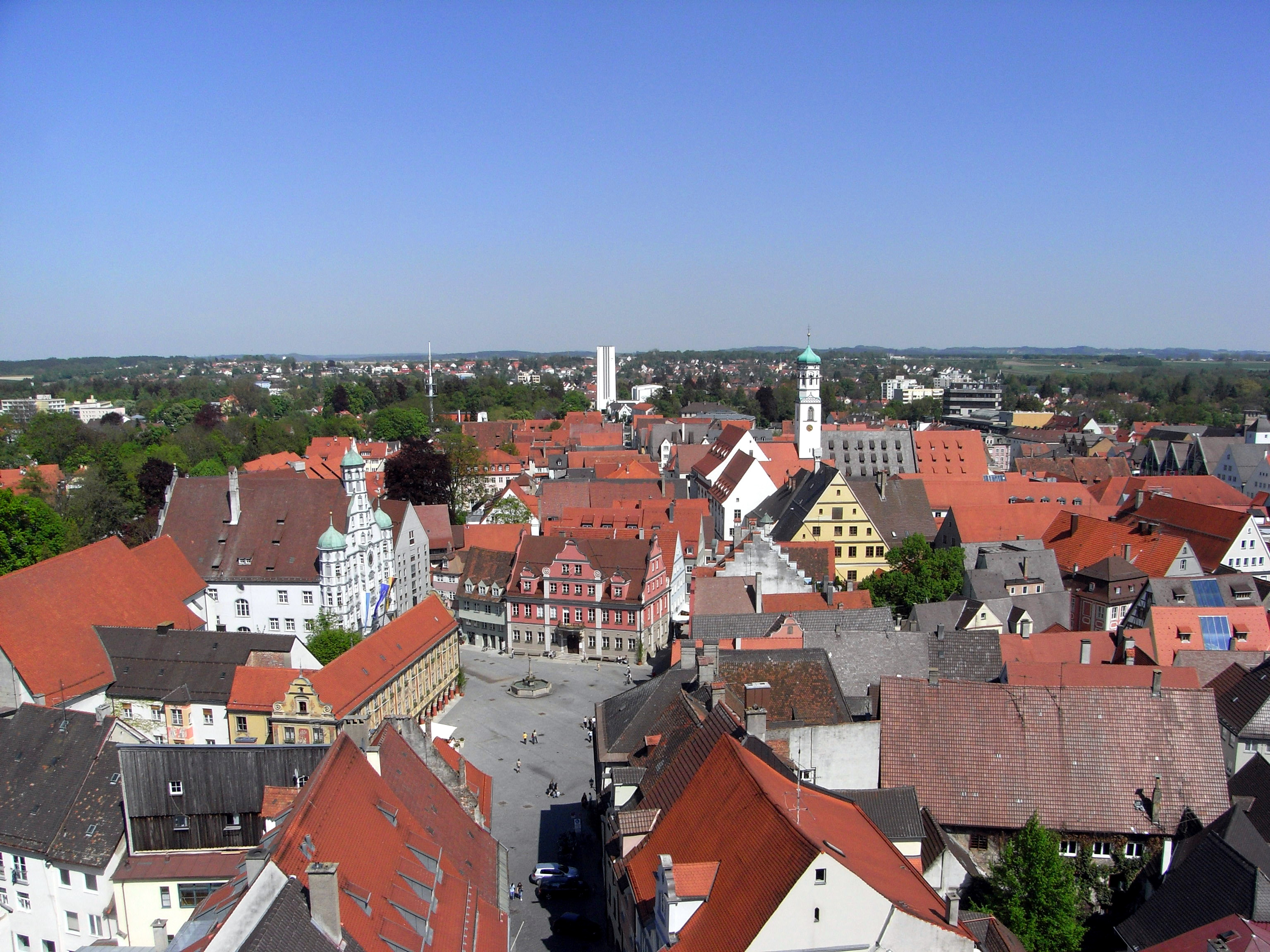
Memmingen.
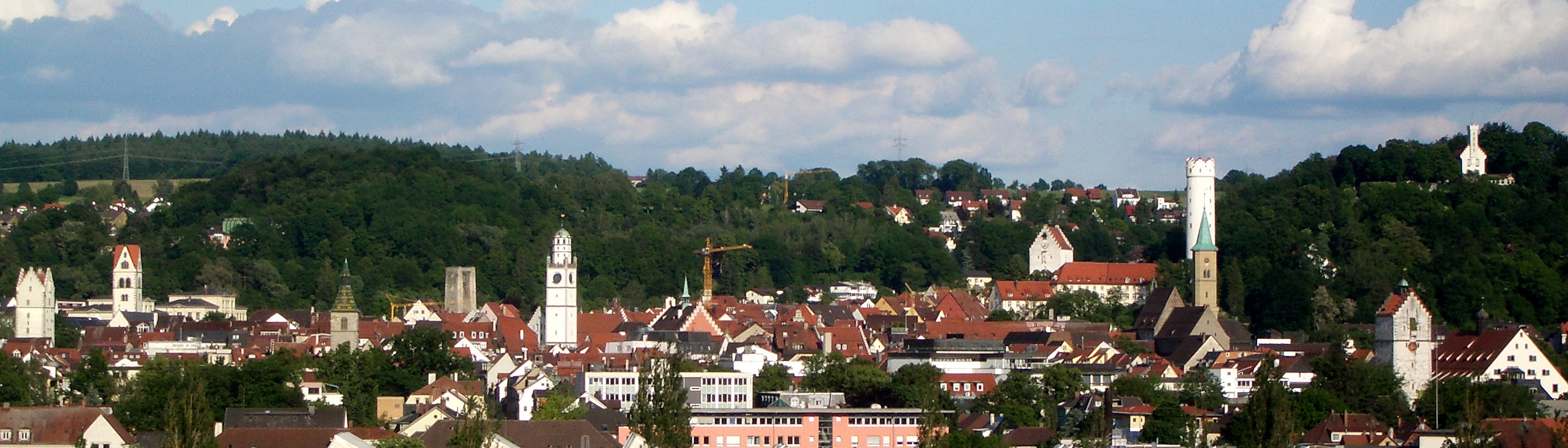
Ravensbourg.
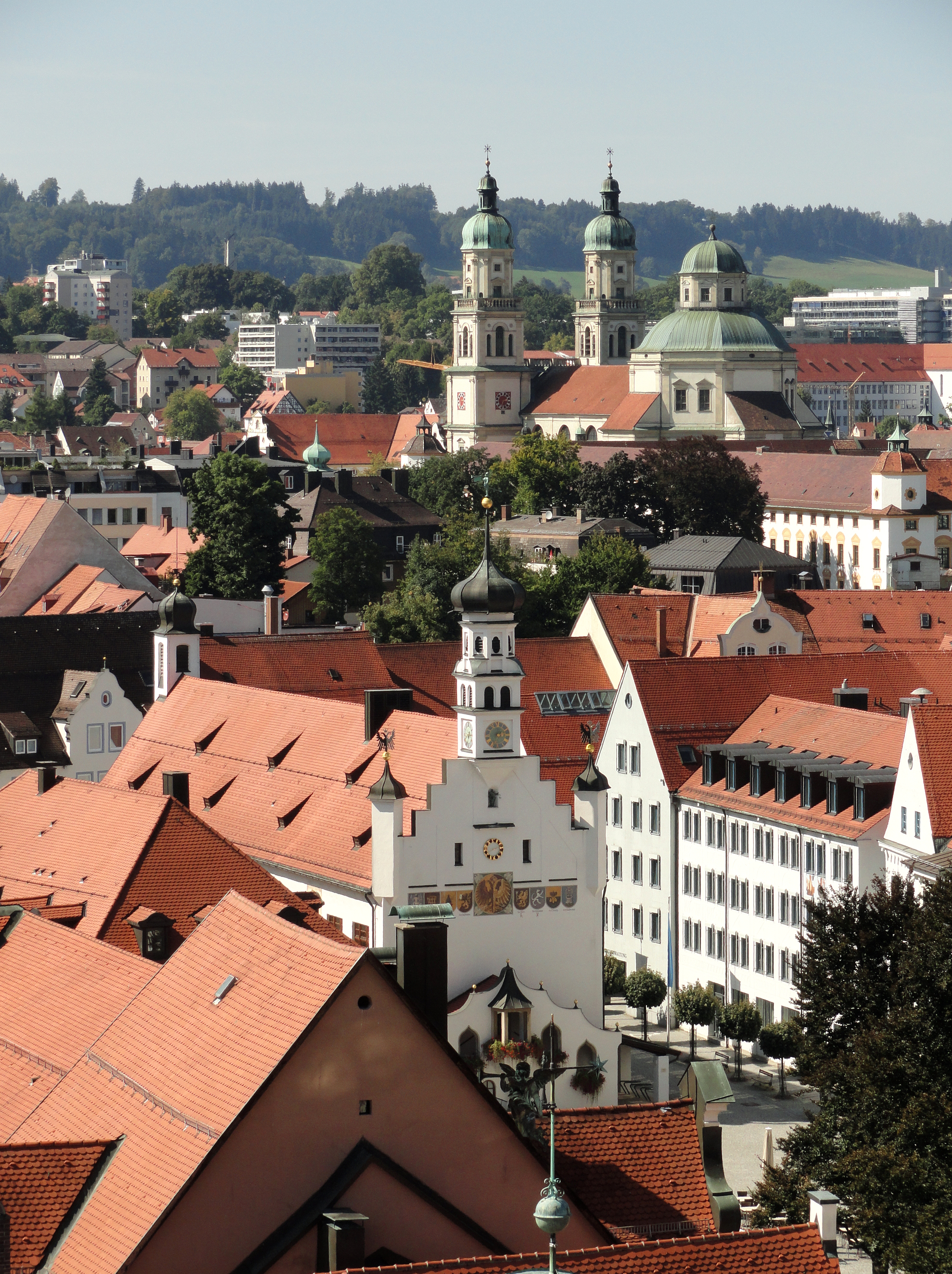
Kempten.
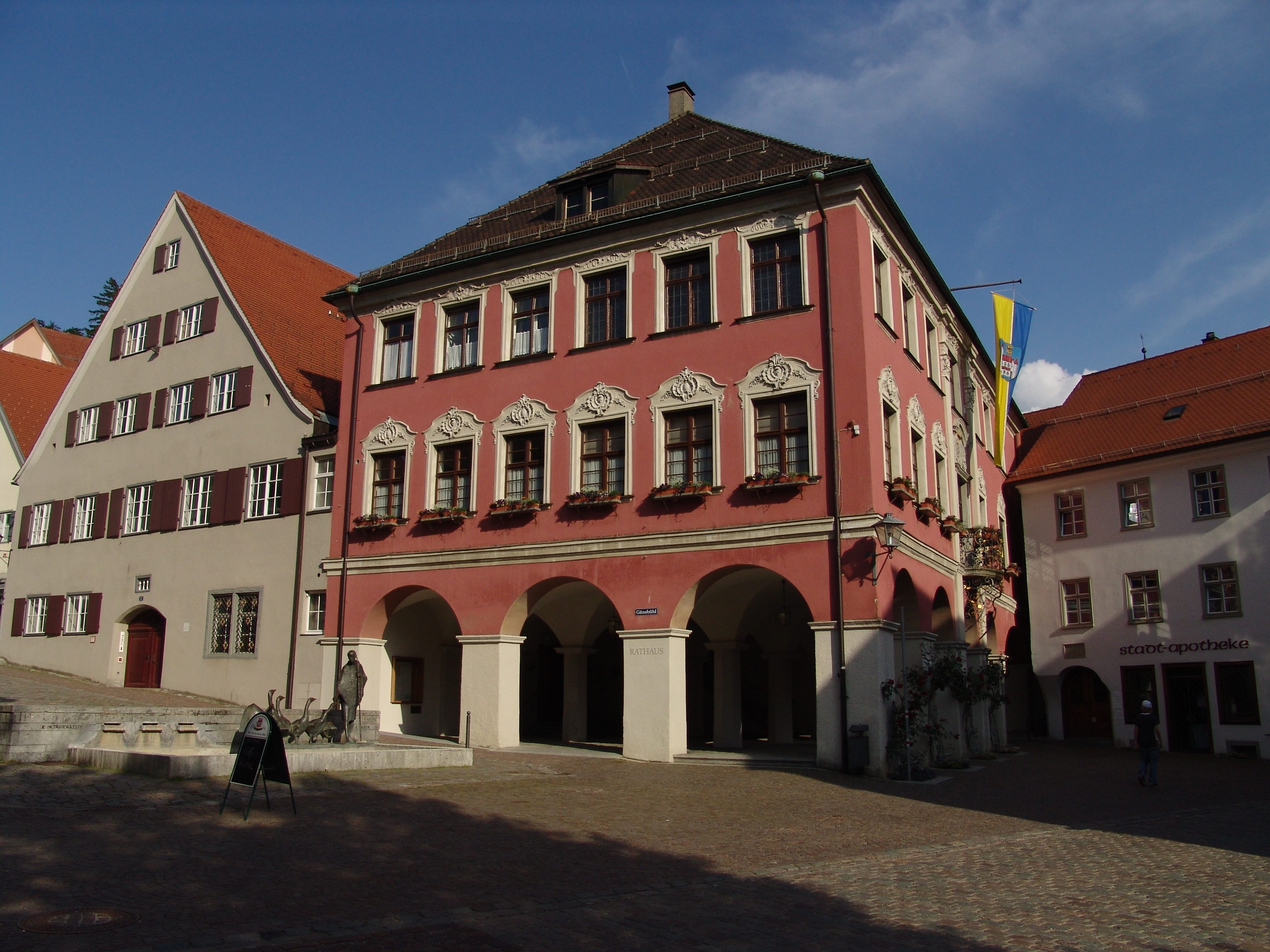
Leutkirch.

## Source
- (de) Cet article est partiellement ou en totalité issu de l’article de Wikipédia en allemand intitulé « Oberschwaben » (voir la liste des auteurs).